# Jüdischer Friedhof (Ahsen)
Der Jüdische Friedhof Ahsen befindet sich in Ahsen, einem Ortsteil der nordrhein-westfälischen Stadt Datteln. Er liegt am Heidgartenweg und ist 174 m² groß.

## Geschichte
Der Friedhof wurde 1824 eröffnet und bis zu seiner Schließung im Jahre 1873 fanden dort nur fünf Bestattungen statt. Während der Zeit des Nationalsozialismus wurde der Friedhof zerstört und die Grabsteine (Mazewot) entfernt. Ein Gedenkstein erinnert an diesen Friedhof.